# アディポサイトカイン
アディポサイトカイン（Adipo-cytokine）とは脂肪細胞から分泌される生理活性物質の総称であり、アディポネクチンやレプチン、TNF-αなどが含まれる。アディポサイトカインはその生理活性から善玉と悪玉に大きく分けられる。近年、生活習慣の変化によりメタボリックシンドロームの患者数が増加の一途をたどっているが、これらの物質はメタボリックシンドロームの発症において中心的な役割を果たしていると考えられており、注目を集めている。

## 善玉アディポサイトカイン
- アディポネクチン
- レプチン

## 悪玉アディポサイトカイン
- TNF-α
- 遊離脂肪酸
- インターロイキン-6
- MCP-1
- アンジオポエチン様タンパク質-2（Angiopoietin-like protein 2、Angptl2）
- プラスミノゲンアクチベーターインヒビター-1（PAI-1）

## メタボリックシンドロームとの関連
メタボリックシンドロームに関する研究が進み、脂肪組織は様々な生理活性物質を分泌する内分泌組織であるとの考えが根づいてきた。健常人の脂肪細胞からは善玉アディポサイトカインが放出されているが、脂肪の蓄積により脂肪細胞の肥大化が生じると機能異常を引き起こし、悪玉アディポサイトカインを放出するようになる。
アディポサイトカインの中でも血中に最も多く存在するのが善玉アディポサイトカインのアディポネクチンであり、抗動脈硬化作用などを示すが、内臓脂肪が蓄積した患者ではその分泌量が低下している。